# Seamer (Hambleton)
Seamer – wieś w Anglii, w hrabstwie North Yorkshire, w dystrykcie (unitary authority) North Yorkshire. Leży 60 km na północ od miasta York i 339 km na północ od Londynu.